# 羅伯特·克拉夫特 (1923年)

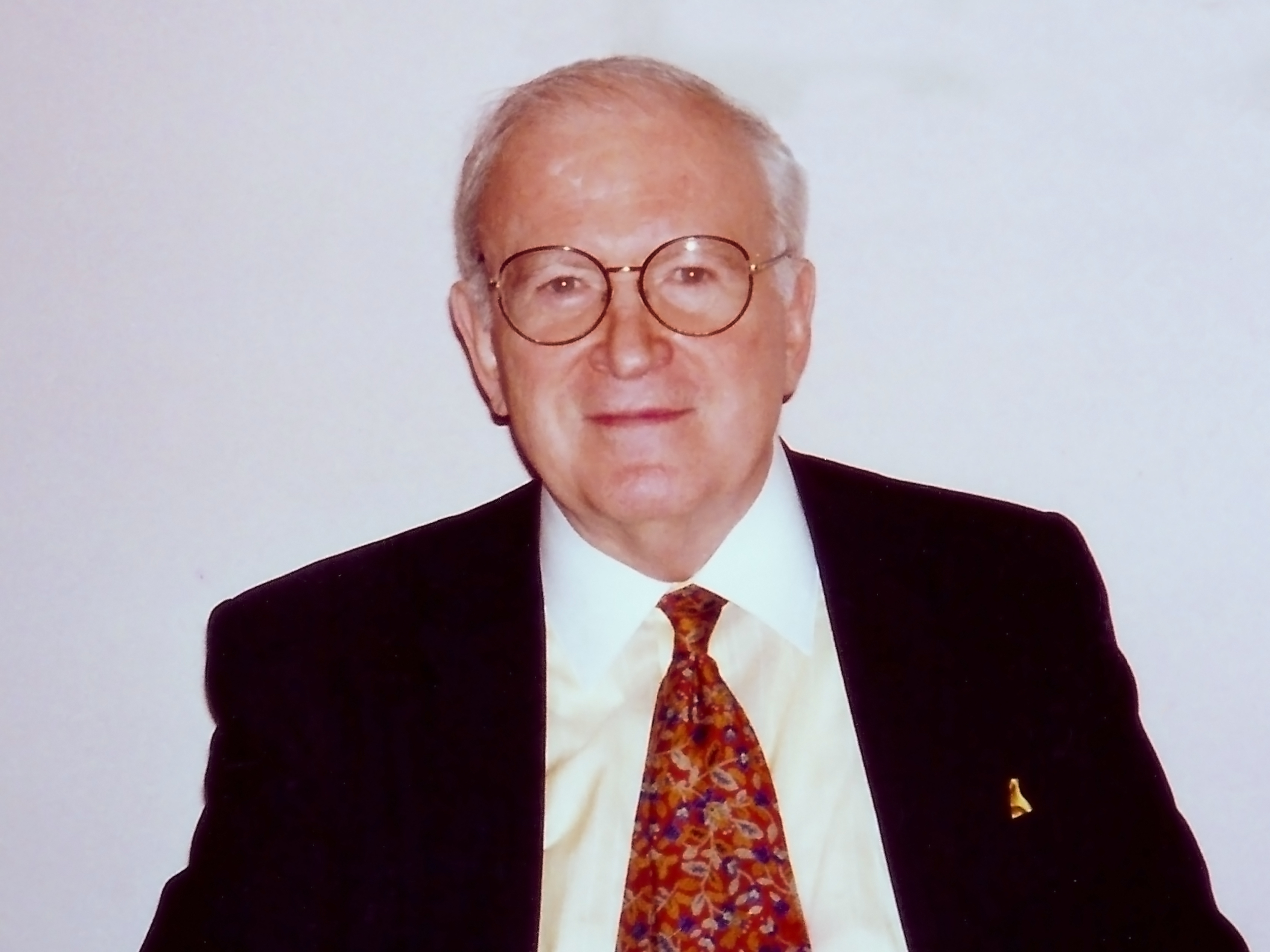
1997年的克拉夫特

羅伯特·羅森·克拉夫特（英語：Robert Lawson Craft；1923年10月20日—2015年11月10日），美國指揮家，作家。與作曲家斯特拉文斯基交誼甚篤，由此被視為廿世紀音樂的權威詮釋者之一。
克拉夫特是二屆法國唱片大獎（Grand Prix du Disque）得主，也曾獲愛迪生獎（Edison Prize）肯定。

## 生平
克拉夫特在紐約州的金斯頓出生，於茱莉亞學院完成學業。對於早期音樂特別有興趣（如蒙特威尔第、杰苏阿尔多、许茨），同時也鑽研當代樂潮（如第二维也纳乐派）。1948年結識斯特拉文斯基後，做為長期的事業夥伴，克拉夫特對斯氏的創作貢獻不少。神劇《大洪水》的劇本，便是由克拉夫特協助完成。在其自傳（2002年）中，克拉夫特亦詳述了己身與斯氏的長期情誼。
職業生涯曾指揮美國主要的幾支樂隊作演出，包括：纽约、费城、芝加哥、克利夫兰、旧金山、洛杉矶、聖路易、明尼苏达等。海外的足跡則是遍布歐亞大陸、南美洲、澳洲等。

## 作品

### 首演紀錄
- 贝尔格《伍采克》，首位美國指揮者
- 贝尔格《露露》，首位美國指揮者
- 欣德米特《卡迪拉克（英语：Cardillac）》，首位美國指揮者
- 斯特拉文斯基多部作品之世界首演

### 著作
- 《斯特拉文斯基對話錄》（Conversations with Igor Stravinsky），1959年
- 《回憶與評論》（Memories and Commentaries），1960年
- 《呈示與發展》（Expositions and Developments），1962年
- 《對話，以及日記》（Dialogues and a Diary），1963年
- 《主題與插曲》（Themes and Episodes），1967年
- 《回顧與結語》（Retrospectives and Conclusions），1969年

### 商業錄音
- 韦伯恩：人聲與室內樂作品，拿索斯唱片
- 斯特拉文斯基：C大調交響曲，三樂章交響曲等，拿索斯唱片
- 荀白克：《佩里亞斯與梅麗桑德》，拿索斯唱片
- 荀白克：《月光小丑》，拿索斯唱片
- 斯特拉文斯基：《士兵的故事》，拿索斯唱片
- 斯特拉文斯基：《詩篇交響曲》等，拿索斯唱片
- 斯特拉文斯基：《火鳥》與《彼得鲁什卡》，拿索斯唱片
- 荀白克：《古勒之歌》，拿索斯唱片，2004年
- 韦伯恩全作品集（錄於1954年至1956年間），索尼音樂，2021年

## 個人生活

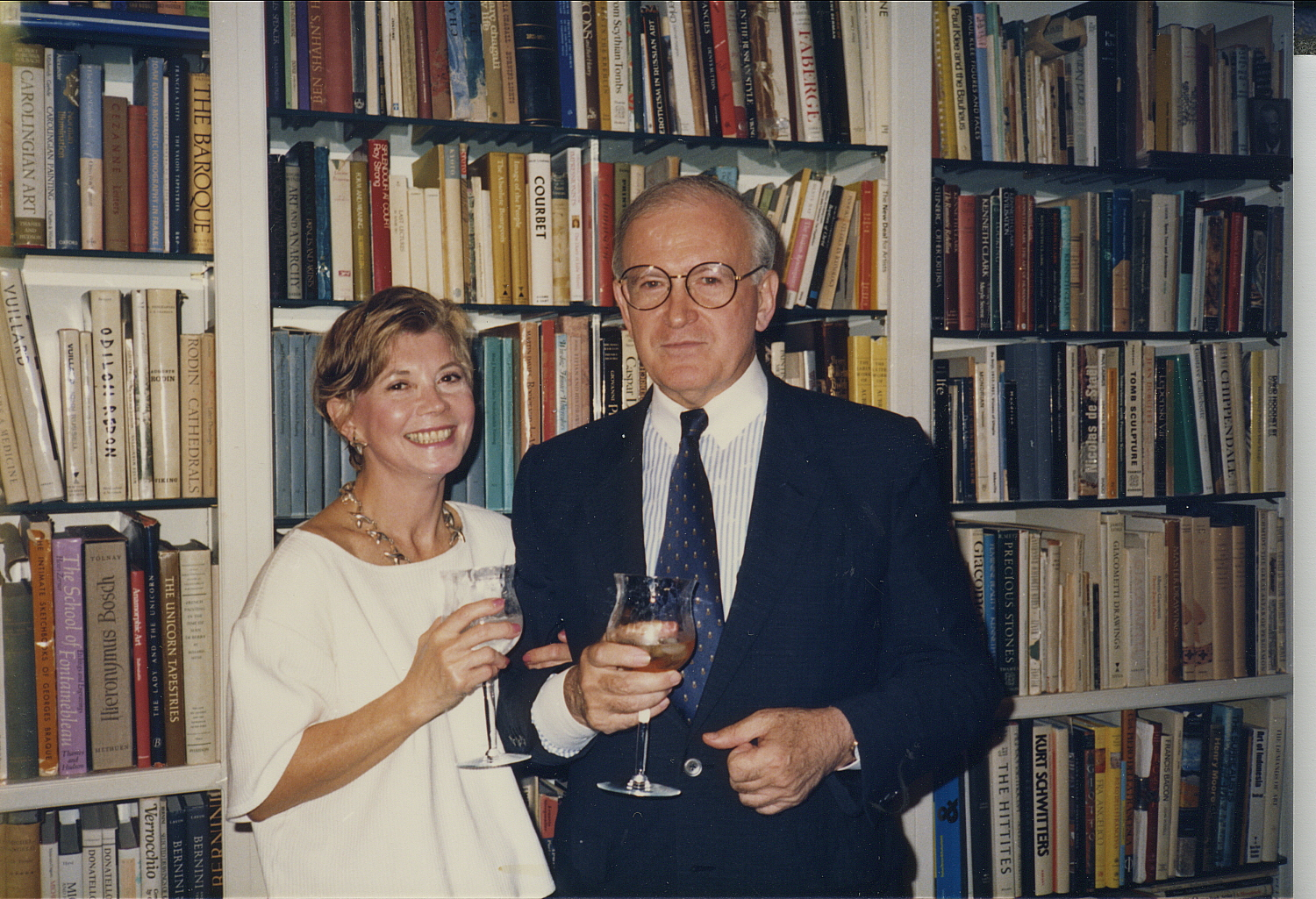
羅伯特與阿爾瓦·克拉夫特伉儷，攝於佛羅里達州自宅，約1990年

斯特拉文斯基逝世後，克拉夫特和看護麗塔·克里斯蒂安森（Rita Christiansen）結婚，兩人育有一子一女。第二任妻子阿爾瓦·米諾福（Alva Minoff）則有二名繼子。

## 外部連結
- 羅伯特·克拉夫特的Discogs页面（英文）